# Langenbach (Rodalb, Rodalben)
Der Langenbach ist ein insgesamt 3,1 Kilometer langer linker Nebenfluss der Rodalb und nach der Merzalbe, dem Steinbach sowie dem Lamsbach ihr viertlängster Zufluss. Der Langenbach verläuft auf gesamter Länge innerhalb der Gemarkung der Stadt Rodalben. 

## Verlauf
Der Langenbach entspringt auf etwa 372 m ü. NHN unweit der Gemarkungsgrenze von Rodalben zu Pirmasens in unmittelbarer Nähe der Pirmasenser Stadtviertel Sommerwald im Süden und Husterhöhe im Westen. Er fließt anfangs nord-, danach immer mehr nordostwärts. Nach etwa 600 Metern passiert er die Bärenhöhle am linken Hang. Nachdem er größtenteils entlang unbebautem Gebiet verläuft, erreicht er das Siedlungsgebiet der Stadt Rodalben. Im Bereich der Spedition Bold ist er verrohrt. Anschließend unterquert er nacheinander die Abfahrtsspange der Landesstraße 482 und Landesstraße 497 sowie die Bahnstrecke Landau–Rohrbach, um schließlich unmittelbar östlich des Bahnhofs Rodalben und unmittelbar westlich des denkmalgeschützten Wasserwerks von links und in stumpfem Winkel zu dieser auf etwa 254 m ü. NHN in die Rodalb zu münden.

## Verkehr
Auf gesamter Länge wird sein Verlauf, im Oberlauf zunächst nicht unmittelbar parallel, an seinem Linken Ufer von der Landesstraße 482 begleitet.

## Tourismus
Die erste Etappe des Rodalber Felsenwanderwegs, die den Namen „Felsige Wege“ trägt, verläuft größtenteils entlang des Langenbachs.

## Geschichte
Entlang des Baches existierte mit dem Wüst Langenbach eine untergegangene Siedlung. 